# Призренская лига

Здание, в котором собиралась Призренская лига, Косово

Призренская лига — национальная организация Албании, созданная 10 июня 1878 года в рамках албанского национального возрождения. 

## История
Была основана в  городе Призрен для противодействия осуществлению решений Берлинского конгресса, по которому некоторые приграничные территории тогдашней Османской империи были переданы Черногории и Греции. Этот шаг вызвал широкую волну возмущения на этих территориях, которые были заселены этническими албанцами.
На съезде 10 июня 1878 года присутствовали представители феодально-патриархальной знати, чиновники и крупные торговцы. Изначально организация была создана при поддержке турецкого правительства, однако в ноябре 1878 года выдвинула требования автономии для областей с преимущественно албанским населением, что повлекло за собой разрыв отношений между Призренской лигой и турецким правительством.
В 1880 году руководителем лиги стал Абдюль-бей Фрашери. При широчайшей поддержке со стороны народных масс турецкое правительство было изгнано с территорий с албанским населением. В 1881 году Призренская лига объявила себя временным правительством на этих территориях. Но турецкому правительству удалось разбить плохо вооруженные отряды албанцев и нанести Призренской лиге окончательное поражение.